# Ambia argentifascialis
Ambia argentifascialis là một loài bướm đêm trong họ Crambidae.